# Постоянная времени (нейрофизиология)
Временная (или мембранная) постоянная — константа, которая описывает влияние электрических свойств мембраны нейрона на прохождение по нему электрического сигнала. Обозначается греческой буквой {\displaystyle \tau } (тау).

## Использование

### Описание кинетики электрического потенциала клеточной мембраны
Следствием электрических свойств клеточной мембраны является то, что при прохождении через неё электрического тока её электрический потенциал изменяется не мгновенно. Например, при подаче извне прямоугольного импульса тока (см. рис. 1) мембрана постепенно деполяризуется в течение нескольких миллисекунд, а потом так же постепенно реполяризуется после окончания импульса. Такое замедление реакции возникает благодаря тому, что клеточная мембрана в растворе электролитов (цитоплазма и внеклеточная среда) приобретает свойства электрического конденсатора. Для идеализированного случая клетки, мембранный потенциал которой является одинаковым во всех точках поверхности, значение мембранного потенциала V в некоторый момент времени t (Vt) вычисляется согласно уравнению:
{\displaystyle V_{t}\ =\ V_{\infty }(1-e^{-t/\tau })\,}
в течение промежутка времени, когда мембранный потенциал возрастает, и
{\displaystyle V_{t}\ =\ V_{\infty }e^{-t/\tau }\,}
в течение промежутка времени, когда потенциал снижается, то есть после окончания импульса тока.
В этих уравнениях t — время, прошедшее после начала импульса (размерность — миллисекунды), {\displaystyle \tau } — временная или мембранная постоянная (размерность — миллисекунды), V∞ (размерность — милливольт) — величина максимального значения мембранного потенциала, что может быть вычислено как:
{\displaystyle V_{\infty }\ =\ r_{m}I\,},
где rm — электрическое сопротивление мембраны в мегаомах, І — сила тока в пикоамперах.
Временная постоянная также зависит от электрических свойств нервной клетки, и эта зависимость может быть описана как
{\displaystyle \tau \ =\ r_{m}c_{m}\,},
где cm — электрическая ёмкость клеточной мембраны в пикофарад. При этом значение rm и cm в большой степени зависят от размера клетки: клетки большого размера обычно имеют низкие значения rm и высокие значения cm, и наоборот, с учётом этого в нейрофизиологии электрическая ёмкость мембраны часто используется для сравнения относительных размеров клеток.
Физический смысл временной константы {\displaystyle \tau }, таким образом, это промежуток времени, при возрастании мембранного потенциала (Vt) достаточный для достижения им величины 1-1/е от V∞, или 63 %, а при его падении — величины 1 / е от V∞, или 37 % (см. Рис. 1). То есть, чем больше значение мембранной постоянной, тем медленнее происходит изменение электрического потенциала клетки.

### Описание кинетики электрического тока через клеточную мембрану
Аналогично предыдущему случаю, мембранная постоянная используется для характеристики электрического тока, генерируемого нервной клеткой в ответ на возбуждение. При этом физический смысл {\displaystyle \tau } — время, необходимое для достижения 63 % от максимального значения сгенерированного тока (при его росте), или 37 % максимального значения — при его падении (см. Рис. 2). В последнем случае {\displaystyle \tau } ещё называют константой деактивации рецепторов (если исчезновение тока связано с диссоциацией нейромедиатора от рецептора), или константой десенситизации (если нейромедиатор остается связанным с рецепторами, но они, тем не менее, прекращают генерацию тока благодаря десенситизации).